# Phanoperla peniculus
Phanoperla peniculus är en bäcksländeart som beskrevs av Kawai 1968. Phanoperla peniculus ingår i släktet Phanoperla och familjen jättebäcksländor. Inga underarter finns listade i Catalogue of Life.